# Wapen van Slochteren

Wapen van de gemeente Slochteren.

Het wapen van Slochteren is in de loop der tijden aangepast, maar heeft sinds de officiële toekenning door de Hoge Raad van Adel altijd een ongevleugelde of zeedraak bevat. Vanaf 2018 is het wapen niet langer als gemeentewapen in gebruik omdat de gemeente Slochteren in de nieuwe gemeente Midden-Groningen op is gegaan.

## Geschiedenis
Reeds op 10 november 1819 kreeg de heerlijkheid Slochteren een wapen toegekend. Dit wapen was gelijk aan het wapen dat op 21 juli 1899 toegekend werd, met het verschil dat in het heerlijkheidswapen de draak zwart van kleur was, in plaats van het latere zilver.
Op 7 september 1953 verkreeg de gemeente een nieuw wapen, ditmaal werd er ook familiewapens aan toegevoegd, die van de families Rengers en Piccardt. Deze twee families waren belangrijk voor de respectievelijke dorpen Hellum en Harkstede.

## Blazoen

Wapen van de gemeente Slochteren (1899)

Wapen van de heerlijkheid Slochteren (1819)

Op 21 juli 1899 kreeg de gemeente Slochteren haar eerste officiële wapen toegekend. De beschrijving van het door de Hoge Raad van Adel toegekende wapen luidde als volgt:
Gedwarsbalkt van 6 stukken, waarvan 3 bestaande uit een groene geschaduwde zee op 3 van keel, met een zittende ongevleugelde draak van zilver over alles heen. Het schild gedekt met een vijfbladerige gouden kroon.
Dit houdt in dat er drie rode (keel is in de heraldiek de kleur voor rood) en drie groene balken waren, de drie groene balken liggen elk boven een rode balk.
Op 7 september 1953 kreeg de gemeente een nieuw wapen:
Gevierendeeld: I en IV in keel 2 dwarsbalken van zilver met over alles heen een zittende zeedraak van sabel, II in azuur een gouden dwarsbalk vergezeld van 3 gouden rozen, III in azuur een adelaarsklauw van goud, getongd en genageld van keel. Het schild gedekt door een gouden kroon van 5 bladeren.
Het nieuwe wapen van de gemeente Slochteren is gevierendeeld in gelijke kwartieren. Het eerste en vierde deel bevatten vijf dwarsbalken afwisselend rood en zilver van kleur. Telkens zijn de bovenste en onderste balk rood. Over de dwarsbalken een zwarte zeedraak. Het Tweede kwartier is blauw van kleur met een dwarsbalk waarin drie gouden rozen, dit is het familiewapen van de familie Rengers. In het derde kwartier, ook blauw van kleur, een gouden adelaarsklauw met rode nagels. Dit is het familiewapen van Piccardt.

### Kroon
Het aantal bladeren op een heraldische kroon toont hoe machtig of belangrijk een stad of gemeente was. In het geval van Slochteren betreft het een vijfbladige kroon. Dit komt doordat de gemeente voor 1797 met volmachten en eigenerfden zitting had in de provinciale landdag.